# Henry Landauer
Pour les articles homonymes, voir Landauer.
Henry Landauer (né le 8 janvier 1929 - mort le 22 mai 2006) est un ancien arbitre américain de soccer.

## Carrière
Il a officié dans une compétition majeure : 
- Coupe du monde de football de 1970 (1 match)